# Obrazy Tycjana w Santa Maria della Salute
W weneckim kościele Santa Maria della Salute znajduje się pięć obrazów Tycjana.
W XVII wieku został rozwiązany klasztor Santo Spirito in Isola. Dzieła Tycjana znajdujące się wewnątrz klasztoru przeniesiono do bazyliki Santa Maria della Salute w Wenecji. Było to pięć dużych płócien o tematyce religijnej, z czego motywy trzech zaczerpnięte zostały ze Starego Testamentu. Obrazy te upiększyły sufit świątyni. Dwa pozostałe dzieła nawiązywały do tematu zesłania Ducha Świętego oraz przestawiały świętych związanych z Wenecją i dawnym klasztorem.
Najwcześniejszym obrazem z tych pięciu jest Święty Marek w otoczeniu św. Kosmy, Damiana, Rocha i Sebastiana. Obraz powstał dla kanoników klasztoru augustianów Santo Spirito in Isola i nawiązywał do wielkiej epidemii dżumy, jaka nawiedziła Wenecję. Jest to jeden z wcześniejszych dzieł Tycjana i widać tu jeszcze, głównie w postaciach w szatach, wpływ malarstwa Giovanniego Belliniego. Biała chusta opasająca biodra św. Sebastiana, jest już zwiastunem talentu artysty. Scena przedstawia św. Marka, patrona miasta, siedzącego na tronie. Pod nim po lewej stronie stoją dwaj lekarze: Święci Kosma i Damian. Jeden z nich błagalnie patrzy na Marka i prosi o ratunek dla miasta. Rękoma wskazują na postacie z prawej strony, na św. Rocha i św. Sebastiana. Pierwszy z nich miał owrzodzone ręce i – podobnie jak Sebastian – wiązany był z zarazą.
Obrazy o tematyce starotestamentowej przedstawiają sceny przepełnione dramatyzmem. Pierwotnie znajdowały się na suficie zaprojektowanym przez Jacopa Sansovina, w Santo Spirito in Isola. W 1656 roku zostały przeniesione do obecnego kościoła. Postacie przedstawione przez Tycjana ukazane zostały w ruchu, co wymagało dużej znajomości techniki skrótu perspektywicznego. Tycjan opanował ją perfekcyjnie. Płotno pt. Ofiara Izaaka było uznawane za tzw. prefigurację, czyli zapowiedź męczeńskiej śmierci Chrystusa. Malarz wybrał moment najbardziej dramatyczny. Izaak klęczy na ołtarzu, a Abraham trzyma jego głowę jedną ręką, a drugą, w której dzierży nóż, bierze zamach. W tym samym momencie anioł chwyta przegub i oddala groźbę śmierci. Tycjan w mistrzowski sposób ukazuje trzepoczące na wietrze szaty Abrahama i nadlatującego anioła. Twarz Izaaka jest spokojna i ufna.